# توماس غوزمان
توماس غوزمان (بالإسبانية: Tomás Guzmán) (7 مارس 1982 بأسونسيون في باراغواي - ) هو لاعب كرة قدم باراغواياني في مركز الهجوم. شارك مع منتخب الباراغواي تحت 20 سنة لكرة القدم. أما مع النوادي، فقد لعب مع أوليمبيا أسونسيون ونادي بياتشينزا ونادي ترنانا ونادي سبيزيا ونادي سيينا ونادي كروتوني ونادي مسينا ويوفنتوس ونادي 12 أكتوبر لكرة القدم وClub Sportivo San Lorenzo ‏ ونادي غوبيو.

## وصلات خارجية
- توماس غوزمان على موقع الاتحاد الدولي (مؤرشف)  (الإنجليزية)
- توماس غوزمان على موقع قاعدة بيانات كرة القدم.إي يو (الإنجليزية)
- توماس غوزمان على موقع Soccerway.com (الإنجليزية)
- توماس غوزمان على موقع عالم كرة القدم.نت (الإنجليزية)